# Bukovje Bistransko
Bukovje Bistransko – wieś w Chorwacji, w żupanii zagrzebskiej, w gminie Bistra. W 2011 roku liczyła 395 mieszkańców.